# ریاخنفلس
ریاخنفلس (به آلمانی: Reichenfels) یک منطقهٔ مسکونی در اتریش است که در ناحیه وولفسبرگ واقع شده‌است. ریاخنفلس ۲٬۰۶۳ نفر جمعیت دارد.